# 拉德环形山
拉德环形山（Lade）是月球正面赤道区中一座古老的大型撞击坑残迹，约形成于前酒海纪，其名称取自德国业余天文学家海因里希·爱德华·冯·拉德（Heinrich Eduard von Lade，1817年-1904年），1935年被国际天文联合会批准接受。

## 描述
该陨坑西邻雷蒂库斯陨石坑、西北偏北靠近登博夫斯基陨石坑；戈丁陨石坑坐落于北面；东北为德亚瑞司特陨石坑、东侧是二座名称类似的陨坑大塞翁坑和小塞翁坑、东南分别有泰勒陨石坑和林赛陨石坑；南面横亘着掩没的桑德陨石坑、西南则是霍罗克斯陨石坑。环形山的西北坐落着中央湾、东北则是静海。
拉德环形山的中心月面坐标为1°20′S 9°59′E / 1.33°S 9.99°E，直径58.1公里，
深度2.4公里。
拉德环形山的整体轮廓大致呈六边形，由于存续时间悠久，损毁极为严重，其中：南侧壁已完全被覆盖或消失，相对单薄的东南侧则破碎断裂；坑内地表也已被熔岩掩没抚平，靠西侧内壁附靠着一座醒目的碗状陨石坑。拉德环形山的北面，一座被命名为的拉德 B卫星坑已完全被熔岩掩埋。

## 卫星陨石坑
按惯例，最靠近拉德环形山的卫星坑在月图上以字母标注在该坑中心点的旁边。

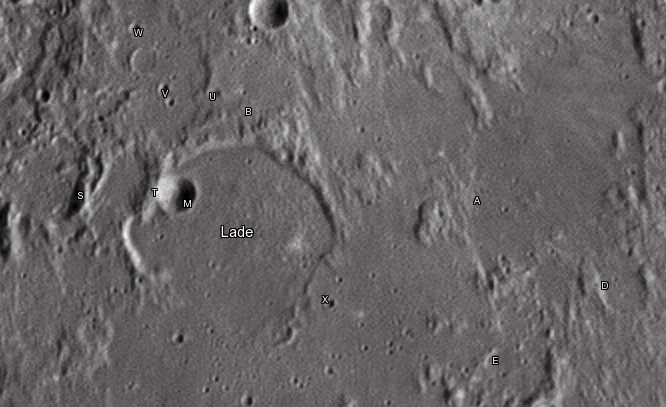
戴维·坎贝尔照片

| 拉德 | 纬度   | 经度    | 直径    |
| ---- | ------ | ------- | ------- |
| A    | 0.2° S | 12.9° E | 57 公里 |
| B    | 0.1° N | 9.8° E  | 24 公里 |
| D    | 0.9° S | 13.7° E | 16 公里 |
| E    | 1.9° S | 13.0° E | 21 公里 |
| M    | 1.1° S | 9.4° E  | 12 公里 |
| S    | 1.2° S | 8.3° E  | 24 公里 |
| T    | 1.0° S | 9.0° E  | 18 公里 |
| U    | 0.1° S | 9.6° E  | 4 公里  |
| V    | 0.2° S | 9.1° E  | 4 公里  |
| W    | 0.2° N | 8.6° E  | 4 公里  |
| X    | 1.7° S | 11.0° E | 3 公里  |